# 이청 (배우)
이청(1963년 9월 23일 ~ )은 대한민국의 배우이며
KBS 탤런트 공채 9기 이다.

## 이력
1982년 영화배우 첫 데뷔하였으며 이듬해 1983년 KBS 드라마 《고교생 일기》를 통하여 KBS 특채 연기자 정식 데뷔하였다.

## 학력
- 청주대학교 연극영화 학사
- 연세대학교 공학대학원 최고위과정 수료

## 출연작

### 영화
- 1987년 《너무합니다》
- 1983년 《열아홉살의 가을》
- 1982년 《내일은 야구왕》

### 드라마
- 2014년 KBS 《왕의 얼굴》 - 유자신 역
- 2000년 KBS 《부부클리닉 사랑과전쟁》
- 2000년 MBC 《세 친구》 - 정웅인의 서울 문화중학교 선배 이청 역으로(단역)
- 1998년 MBC 《여자 대 여자》
- 1998년 KBS 《TV 소설 너와 나의 노래》
- 1997년 SBS 《여자》
- 1997년 MBC 《남자 셋 여자 셋》 - 김창숙의 사촌동생 김동춘(김성겸의 첫째 아들) 역 (목소리 출연)
- 1995년 MBC 《사랑과 결혼》
- 1995년 KBS 《하늘바라기》
- 1994년 SBS 《사랑의 향기》
- 1994년 SBS 《여태 뭘 했수》
- 1993년 KBS 《사랑 그리고 이별》
- 1990년 KBS 《대추나무 사랑 걸렸네》
- 1989년 MBC 《제2공화국》 ... 윤보선(이순재 분)의 외손 신중수 역
- 1988년 KBS 《TV 손자병법》
- 1987년 KBS 《큰형수》
- 1983년 KBS 《고교생 일기》